# Artin (énekes)
Artin, eredeti nevén: Diramerján Artin (Budapest, 1971. április 12. –) örmény származású magyar író, költő, rapper, dalszövegíró.

## Életpályája
1989-ben  ő volt a Soho Party együttes egyik alapítója.1996-ban Tóth Andrással, és Tihanyi Líviával megalakította a G-play nevű g-funk, rap zenekart. Tóth Andrással korábban együtt vezették a Party Őrség című M-SAT-on futó műsort, valamint együtt készítették a Bolondóra tévéműsort. Első lemezük 1997-ben jelent meg Gengszter korszak címmel, majd 1999-ben a XXI. század, végül 2001-ben – már András nélkül – a Harap az élet című album. A zenekar 2003-tól szünetelt, de 2017-ben új dallal jelentkezett Metropolis címmel, melyben Artin és Tóth András újra együtt szerepelt. Ugyanebben az évben egy visszatekintő koncertre is sor került. 
Szövegíróként számos hazai popzenekar lemezein működött közre. A 2000-es évek elejének népszerű Crystal (Kasza Tibor együttese) formációjának egyik legsikeresebb dalait (Ezer Hold, Csend és az éj) is ő jegyzi.
2014 és 2022 között az Urartu Örmény Színház vezetője, majd művészeti vezetője. 2014-ben mutatták be Charles Aznavourról a világhírű francia sanzonénekesről szóló darabját. 2016-ban vitte színre a Musza Dagh Musicalt, amelyben zenész szerzőtársa Ember Péter volt. A színházi bemutatóra 2017 őszén a RAM Colosseum színpadán került sor. 2018 szeptemberében nagy sikerrel mutatták be Hotel Yerevan című vígjátékát, 2020-ban pedig a Rádió Jereván című darabot, melyet azóta is műsoron tart az Urartu Örmény Színház. A 2023-as bemutató az Éjjel ott jártam nálad című versszínházi előadás, melyek a középkori örmény hajrenek átirataiból és új, sajátszerzeményű hajrenekből áll össze. 
A magyarországi örmény közösség aktív tagja, a Magyarországon megrendezésre kerülő Nemzetközi Örmény Diaszpóra Fesztivál alapítója és fő szervezője. 